# Adrián Puentes
Adrián Puentes (Sancti Spiritus, 3 juli 1988) is een Cubaans voormalig boogschutter.

## Carrière
Puentes nam deel aan de Olympische Spelen in Rio de Janeiro; hij versloeg in de eerste ronde Ernesto Boardman maar werd in de tweede ronde verslagen door Atanu Das.
Hij nam in 2007 deel aan de Pan-Amerikaanse Spelen en won goud inndividueel. In 2018 nam hij deel aan de Centraal-Amerikaanse en Caribische Spelen en won daar brons met Cuba en individueel zilver.
In 2017 nam hij deel aan de wereldkampioenschappen in Mexico-Stad; hij werd in de eerste ronde uitgeschakeld door de Amerikaan Brady Ellison.

## Erelijst

### Olympische Spelen
- 2016: 2e ronde (verloren van Atanu Das met 4-6)

### Wereldkampioenschap
- 2017: 1e ronde (verloren van Brady Ellison met 4-6)

### Pan-Amerikaanse Spelen
- 2007:  Rio de Janeiro (individueel)

### Centraal-Amerikaanse en Caribische Spelen
- 2018:  Barranquilla (individueel)
- 2018:  Barranquilla (gemengd)
- 2018:  Barranquilla (team)